# Dendropsophus mathiassoni
Dendropsophus mathiassoni é uma espécie de anura da família Hylidae.
É endémica de Colômbia.